# Perils of the Parlor
Perils of the Parlor è un cortometraggio muto del 1918 diretto da Wallace Beery.

## Produzione
Il film fu prodotto dalla Nestor Film Company.

## Distribuzione
Distribuito dall'Universal Film Manufacturing Company, il film - un cortometraggio di una bobina - uscì nelle sale cinematografiche statunitensi il 14 ottobre 1918.